# Peugeot XR6
La Peugeot XR6 è una motocicletta da strada di piccola cilindrata (50 cm³), che si può guidare a partire dai quattordici anni avendo in possesso la patente AM (ex "Patentino").

## Descrizione
Prodotta dalla casa francese Peugeot, la XR6 ha un motore monocilindrico a 2 tempi, raffreddato a liquido. Grazie al peso contenuto (90 kg) gode di un'ottima accelerazione per quanto possibile al piccolo ma grintoso motore.
La protezione aerodinamica è garantita da un piccolo cupolino. Il cambio è a sei rapporti e i freni sono a disco come sui motocicli di maggior cilindrata.
La stampa specializzata ha giudicato la due ruote in maniera molto positiva .
Sul mercato spagnolo è stata venduta come Motorhispania RX.